# Giorgio Bongiovanni
Giorgio Bongiovanni (Bologna, 4 marzo 1926) è un ex cestista e allenatore di pallacanestro italiano.

## Carriera
Con l'Italia disputò i Giochi olimpici di Helsinki 1952 e due edizioni dei Campionati europei (1951, 1953).